# Ralph Steiner
Ralph Steiner (Cleveland, Ohio, Estados Unidos; 8 de febrero de 1899-Hanover, Nuevo Hampshire, Estados Unidos; 13 de julio de 1986) fue un fotógrafo estadounidense, pionero como documentalista y un destacado vanguardista como director de fotografía en los años 1930

## Fotógrafo

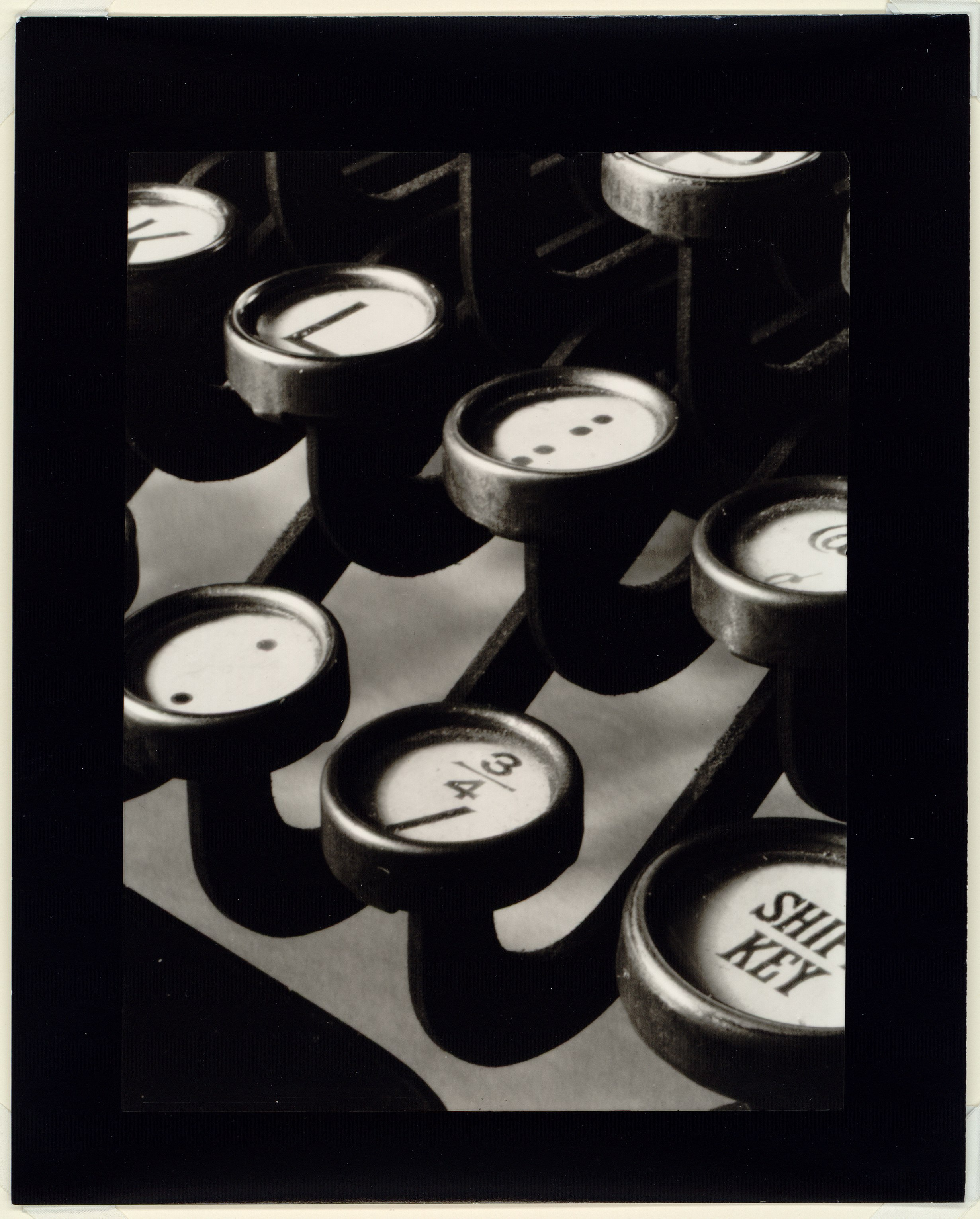
Typewriter keys

Nacido en Cleveland, estudió química en Dartmouth, pero en 1921 entró en la Escuela de Fotografía Moderna de Clarence H. White. Whiter ayudó a Steiner a encontrar un trabajo en la Manhattan Photogravure Company y Steiner trabajó haciendo fotograbado de imágenes de las escenas de la película Nanook, el esquimal  de Robert Flaherty realizada en 1922 . 
No mucho tiempo después de ese trabajo, Steiner  trabajo como fotógrafo freelance  en Nueva York. Empezó trabajando mayoritariamente en publicidad y para publicaciones como Ladies' Home Journal. En 1925, con su amigo el licenciado Anton Bruehl (1900–1982), abrieron un estudio en la calle 47. Realizó trabajos para la revista The New Yorker; anuncios semanales para la ropa de hombre de Weber y Heilbroneren. Su cliente se arruinó en el  Crac del 29. 
Animado por su amigo el fotógrafo Paul Strand, Steiner se unió a la asociación de centro izquierda Workers Film and Photo League en torno a 1927. También influyó en la fotografía de Walker Evans, brindándole orientación, asistencia técnica y una visión de sus cámaras.

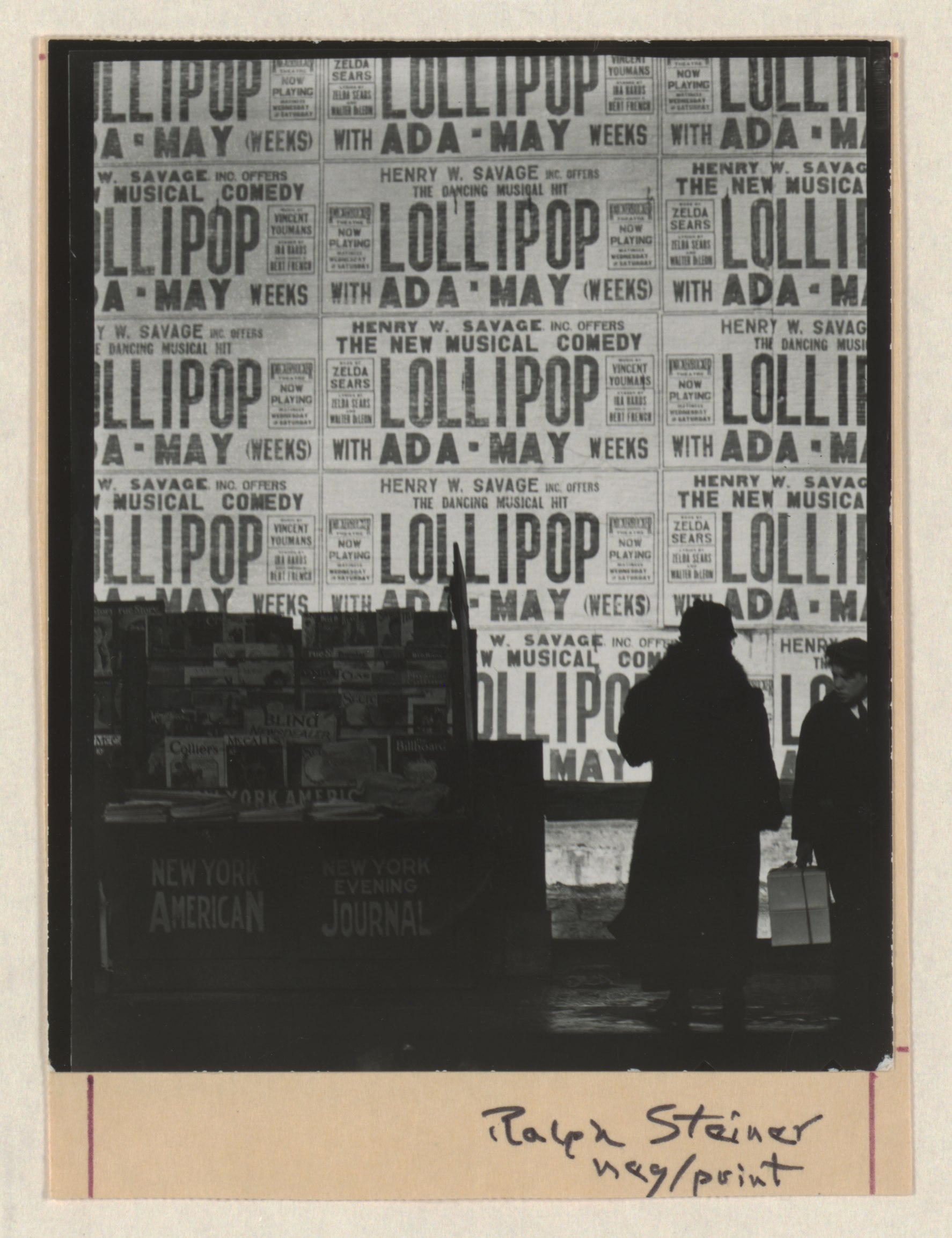
Lollipop

## Director de fotografía
Hizo su primera película llamada H2O en 1929, se trataba de una evocación poética del agua que capturaba con patrones abstractos generados por olas. A pesar de que no la única película de ese tipo en esa época – Joris Ivens había hecho Regen (Lluvia) el mismo año y Henwar Rodekiewicz trabajó en una película similar llamadau Retrato de un joven (1931) en ese mismo periodo–  tuvo una impresión significativa en su día y desde entonces se ha considerado como una película clásica: H2O fue añadida al Registro Nacional de Película en diciembre de 2005. Entre otras películas tempranas de Steiner, Surf and Seaweed (1931) expande el concepto de H2O como Steiner gira su cámara a la orilla; Principios Mecánicos (1930) fue una abstracción basada en engranajes y maquinaria.
En 1930 se inscribió en la Escuela de Cine Harry Alan Potamkin, que fue doblada  poco antes de la muerte de Potamkin en 1933; allí  conoció a Leo Hurwitz e inspirándose en las ideas de Hurwitz utilizó la película como medio de acción social, dejó la  Film and Photo League y se afilió a Nykino, que era una coalición de directores de fotografía de Nueva York que agruparon imágenes para su uso en noticieros de izquierda que se proyectaban en mítines de trabajadores, en convenciones y durante las huelgas. Muy pocas de estas películas han sobrevivido, ya que la mayoría se destruyeron durante el incendio de un almacén en 1935. Durante este tiempo Steiner también trabajó en algunos tópicos, sátiras ficticias de películas, incluyendo Pastel en el Cielo (1935), la película más temprana que mostraba los talentos de Elia Kazan.
Steiner empleaba sus veranos en el Pine Brook Country Club localizado en el condado de Nichols, en Connecticut, que se convirtió en la sede veraniega de ensayo del Grup Theatre (Nueva York) donde estuvo trabajando con Felicia Sorel y Gluck Sandor entre otros.
Trabajó, junto a Strand, Hurwitz y Paul Ivano como director de fotografía en  Pare Lorentz' The Plow That Broke the Plains (1936) e igualmente se unió a Lorentz en The River (1938), aunque no apareció en los créditos. A pesar de que Steiner permaneció en Nykino durante su transición a las "Películas de Frontera", lo  abandonó en 1938, llevándose las imágenes de La Ciudad (1939) con él. La Ciudad, que Steiner codirigió con Willard Van Dyke y con música original deAaron Copland, se presentó en la Feria Mundial de Nueva York en 1939 y estuvo en cartelera durante dos años. Henwar Rodakiewicz se trasladó desde Los Ángeles en agosto de 1938 para asistir Steiner en la producción de La Ciudad, contribuyendo a su edición y escritura, aportando habilidades organizativas al proyecto.
A pesar de su desdén declarado hacia Hollywood y los sentimientos compartidos de sus colegas, en los años 1940 Steiner se fue a Hollywood para trabajar como escritor-productor, pero regresó a Nueva York después de cuatro años. Entonces se introdujo en el mundo del trabajo independiente y en la fotografía de moda, trabajando para Vogue, Look Magazine y otras antes de retirarse en 1962. Entonces se instaló en Vermont, pasando sus veranos en una isla de Maine.

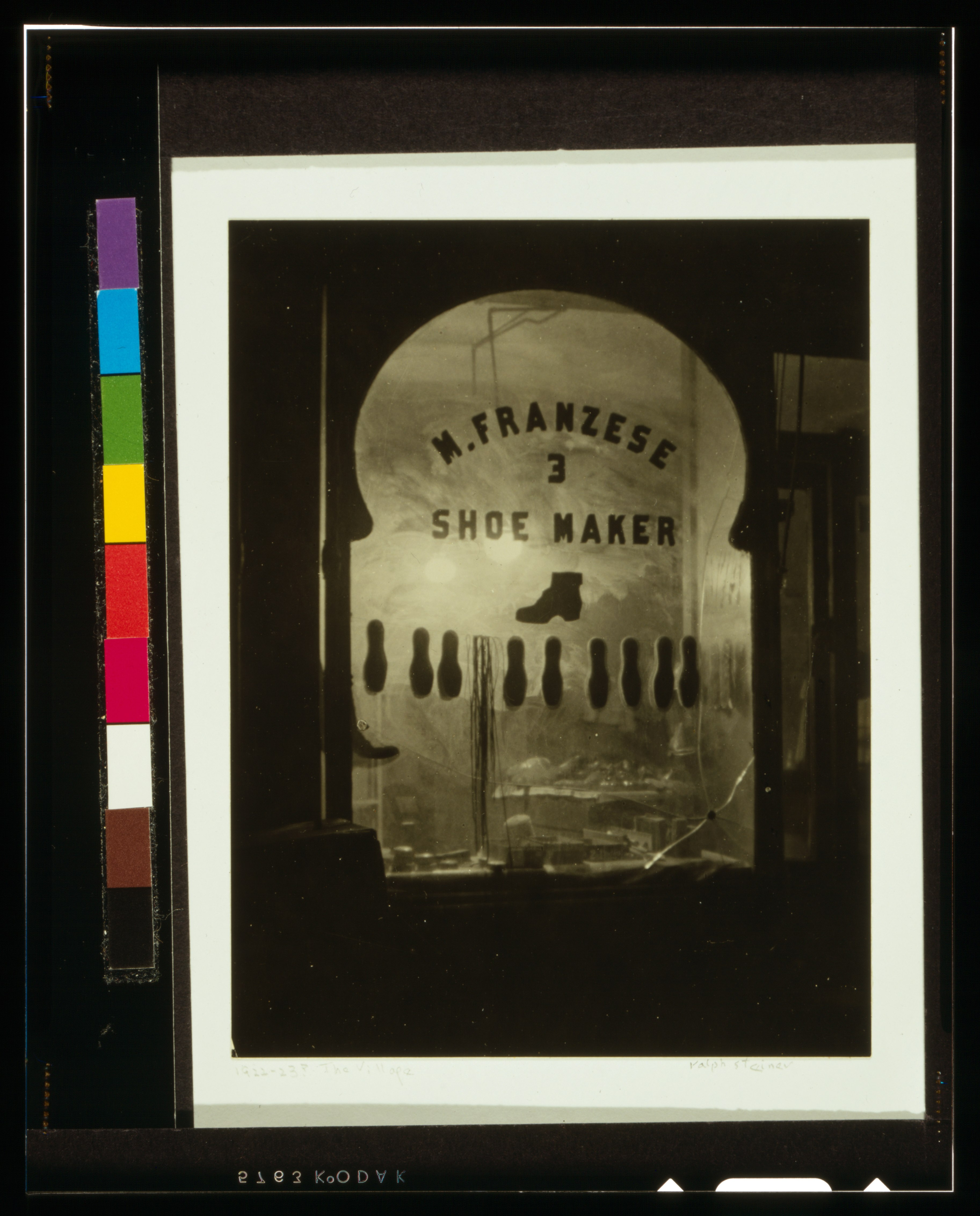
The Village

## Películas tardías
Después de un largo periodo de descanso en el trabajo en películas retomó su actividad de un modo privado, creando ocho películas entre 1960 y 1975 agrupados bajo un título común "The Joy of Seeing (La Alegría de Mirar)". Según Scott MacDonald, estas películas fueron estropeadas por bandas sonoras inapropiadas así como comprometidas por deseo de Steiner de evitar la pretensión artística a toda costa, pero aún "contienen muchas de las imágenes más bellas y memorables de Steiner". Nathaniel Dorsky, que ayudó a Steiner a editar las películas más tardías, declaró que Steiner "no quiso hacer cualquier cosa elegante pero que era un hombre viejo que apreciaba la vida en sí misma y quiso mostrar sencillamente en su película la magia especial que había en nuestro mundo visual en las circunstancias más normales."

## Legado
Las fotografías fijas de Steiner son notables por sus ángulos inusuales, su abstracción y a veces sus temas extraños. Sus películas experimentales, sin embargo, están consideradas como centrales en la literatura de cine temprano de vanguardia estadounidense y la influencia del estilo visual de Ralph Steiner continúa afirmándose; por ejemplo, el vanguardista cineasta contemporáneo Timoleon Wilkins cita a Steiner como una inspiración. En su aprecio por Steiner, el autor Scott McDonald expande una lista que incluye a Dorsky, Andrew Noren, Larry Gottheim y Peter Hutton. Son pocos los enlaces entre la primera generación de cineastas de vanguardia como Steiner con la segunda, ejemplificada por Maya Deren, Stan Brakhage y otros, pero Steiner se encuentra  entre quienes lograron cerrar la brecha.

## Filmografía
- H2O (1929; director de fotografía/director)
- Mechanical Principles (1930; director de fotografía/director)
- Surf and Seaweed (1931; director de fotografía/director)
- Panther Woman of the Needle Trades, or The Lovely Life of Little Lisa (1931; director de fotografía/director)
- May Day in New York (1931; director de fotografía/codirector)
- Dance Film (1931; director de fotografía/director)
- Harbor Scenes (1932; director de fotografía/director)
- Granite, a.k.a. The Quarry (1932; director de fotografía/director)
- G-3 (1933; director de fotografía/director)
- Café Universal (1934; director de fotografía/director)
- Hands (1934; director de fotografía/codirector)
- Pie in the Sky (1935; director de fotografía/codirector)
- The People's March of Time (1935; director de fotografía/codirector)
- The World Today: Black Legion (1936; director de fotografía/codirector)
- The World Today: Sunnyside (1936; director de fotografía/codirector)
- The Plow That Broke the Plains (1936; director de fotografía)
- People of the Cumberland (1938; director de fotografía)
- The River (1938; director de fotografía)
- The City (1939; director de fotografía/codirector)
- New Hampshire Heritage (1940; director de fotografía/director)
- Youth Gets a Break (1941; director de fotografía)
- Troop Train (1942; director de fotografía/director)
- The Joy of Seeing (1960-1975; director de fotografía/director), includes:
- Seaweed, a Seduction (1960)
- One Man's Island (1969)
- Glory, Glory (1971)
- A Look at Laundry (1971)
- Beyond Niagara (1973)
- Look Park (1974)
- Hooray for Light! (1975)
- Showdown (1975)